# Ану Иффлис
Ану Иффлис (фр. Anou Ifflis, Anu Ifflis то есть «пещера леопарда» или «пещера пятнистой гиены») — вертикальная карстовая пещера на севере Алжира. Расположена в южной части провинции Тизи-Узу, на территории национального парка Джурджура. Представляет собой карстовую полость в известняковом массиве приморского горного хребта Джурджура, относящегося к ряду горных хребтов Телль-Атлас. Открыта в 1980 году, исследовалась французскими и испанскими спелеологами. Длина пещеры составляет более 1800 м, глубина достигает 1170 м, что делает её самой глубокой пещерой в Африке. Пещера имеет один узкий вход, находящийся на высоте 2160 м над уровнем моря, у основания самого высокого обрыва на гребне, примерно в 3 км северо-восточнее города Тикжда. Вход ведёт в систему вертикальных колодцев (глубиной до 90 м), чередующихся с горизонтальными и наклонными участками. Глубже 200 м пещера обводнена, поток до 100 л/с. В интервале 200—530 м глубины стены пещеры усеяны цветными пятнами, образуемые прожилками золотоносные руд, которые формируют узор напоминающий шкуру пятнистой гиены или леопарда. На глубине 975 метров пещера переходит в сифон, первым до этого места добрался французский спелеолог Люк-Анри Фаге в 1983 году.